# Чагарниця золотокрила

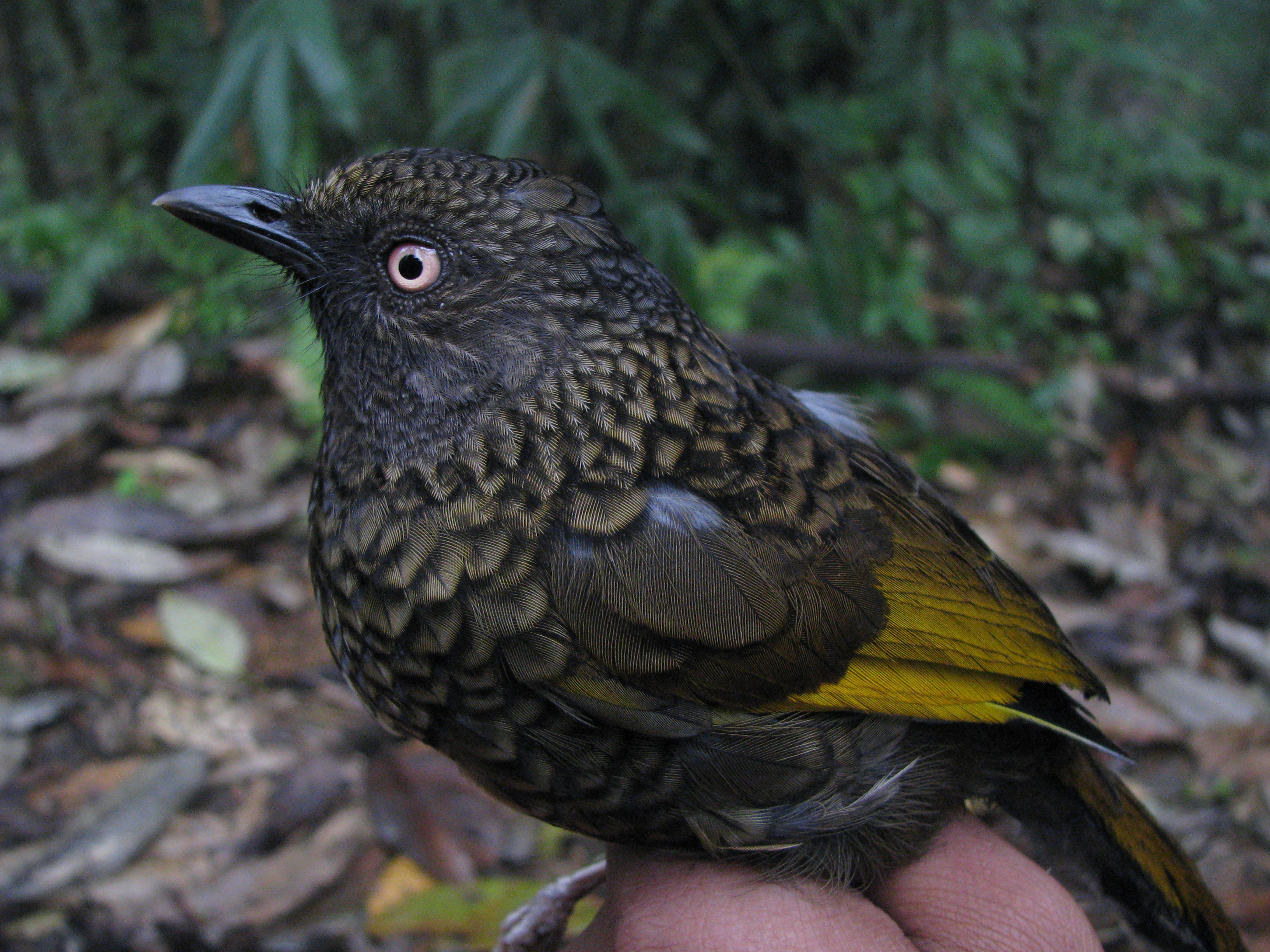
Золотокрила чагарниця

Чагарни́ця золотокрила (Trochalopteron subunicolor) — вид горобцеподібних птахів родини Leiothrichidae. Мешкає в Гімалаях і горах Південно-Східної Азії.

## Підвиди
Виділяють три підвиди:
- T. s. subunicolor Blyth, 1843 — центральні і східні Гімалаї;
- T. s. griseatum (Rothschild, 1921) — північна М'янма і західний Юньнань;
- T. s. fooksi (Delacour & Jabouille, 1930) — південно-східний Китай і північний В'єтнам.

## Поширення і екологія
Рудохвості чагарниці мешкають в Індії, Непалі, Бутані, Китаї, М'янмі і В'єтнамі. Вони живуть у вологих гірських тропічних лісах і високогірних чагарникових заростях. Живляться безхребетними і ягодами.